# Церква Покрови Пресвятої Богородиці (Кошельово)
Церква Покрови Пресвятої Богородиці або Свято-Покровський храм (УПЦ) — церква в селі Кошельово, належить до Хустської і Виноградівської єпархії, єпархії УПЦ (МП) з центром у місті Хуст, Закарпатська область, Україна. Керівник — митрополит Марк Петровцій. Протоієрей церкви в селі Кошельово — Сергій Панько.

## Історія

### Стара церква
Дата заснування: 1809 рік.
У 1751 р. згадують дерев'яну церкву Різдва пр. діви Марії з вежею, вкриту шинґлами, з двома дзвонами, всіма образами прикрашену. Ця церква згоріла за три години в 1799 р. (за іншими джерелами, у 1802 р.) через недбальство церківника, після чого в селі збудовано нову муровану церкву.
Іконостас вирізьбив І. Павлишинець, але «царські двері» походять зі старого іконостаса. У 1976—1978 роках малювання стін здійснили художники В. Кризина та В. Якубець.
На південній стіні нави прикріплено мармурову табличку з написом: «Михаилъ Маркошъ оть Бедевли | Местный Парохъ | упокоился г. 1838 Марта 1 го | Блаженный Ему покой и вічная память. | Памятник сей сооружал Синь Его Михаилъ | півецъ-каноникъ 1884».
Вежу церкви вкрито бляхою в 1935 р.
Церква належить до Хустського Благочиння. Благочинний протоієрей Михаїл Галас.

### Нова церква
Церква Покрови Пресвятої Богородиці (Свято-Покровський храм) (УПЦ) в селі Кошельово. Дерев'яну церкву спорудили в 1926 р. Після Другої світової війни мурований храм став православним, а дерев'яну церкву зняли з реєстрації діючих церков 1 березня 1962 р. і незабаром розібрали.
З 1996 до 1998 р. біля мурованого базилічного храму споруджено велику цегляну каплицю з п'ятьма банями. Очолив будівництво Іван Йосипович Пилип з села Крива.